# Gmina Ilijaš
Gmina Ilijaš (boś. Općina Ilijaš) – gmina w Bośni i Hercegowinie, w kantonie sarajewskim. W 2013 roku liczyła 19 603 mieszkańców.